# C15TA
Il C15TA Armoured Truck era un veicolo corazzato prodotto durante la seconda guerra mondiale in Canada.

## Storia
Il C15TA fu sviluppato dalla General Motors Canada rifacendosi al concetto della M3 Scout Car prodotta negli Stati Uniti. La base era costituita dal telaio dello CMP Chevrolet C15 mentre lo scafo corazzato veniva fornito dalla Hamilton Bridge Company. Tra il 1943 e il 1945 ne furono costruiti 3 961 presso gli stabilimenti di Oshawa, Ontario.
Il mezzo venne utilizzato in Europa, come ambulanza e veicolo trasporto truppe corazzato, sia dalle truppe britanniche che da quelle canadesi. Dopo la fine delle ostilità molti C15TA furono utilizzati dalle Forze Armate di diversi paesi europei tra i quali il Belgio, la Danimarca dove erano denominati M6 Mosegris, e Paesi Bassi che ne impiegarono 396 esemplari. Centocinquanta furono venduti alla Spagna.
In Asia i C15TA lasciati in Vietnam dalle truppe britanniche furono utilizzati da quelle francesi durante la Guerra d'Indocina. Dopo la fine di questo conflitto vennero consegnati all'esercito sudvietnamita. Diversi di questi mezzi furono anche utilizzati dalle forze di polizia della Malaysia.
Alcuni C15TA furono utilizzati fino agli anni sessanta.